# Revolució Cultural

Bandera del Partit Comunista de la Xina.

La Gran Revolució Cultural Proletària (xinès simplificat: 无产阶级文化大革命, xinès tradicional: 無產階級文化大革命, pinyin: wúchǎn jiējí wénhuà dà gémìng, habitualment abreujada com 文化大革命, wénhuà dà gémìng, literalment Gran Revolució Cultural, o simplement 文革 wéngé, Revolució Cultural) va ser una campanya de masses en la República Popular de la Xina organitzada pel líder del Partit Comunista de la Xina Mao Zedong a partir de 1966, i dirigida contra alts càrrecs del partit i intel·lectuals als quals Mao i els seus seguidors van acusar de trair els ideals revolucionaris.
Segons la interpretació més habitual, en el fons la Revolució Cultural hi havia una lluita pel poder en la qual l'aspiració de Mao per recuperar la seva autoritat es va veure recolzada per les ambicions d'altres membres del partit, com la seva esposa Jiang Qing i el líder de l'exèrcit Lin Biao. L'objectiu era apartar del poder polític a Liu Shaoqi, cap de l'estat, i a Deng Xiaoping, secretari general del Partit.
Si bé la Revolució Cultural en si va finalitzar amb el IX Congrés del Partit Comunista de la Xina l'abril de 1969, és freqüent estendre el període històric designat amb aquesta expressió a tota l'etapa de lluites pel poder en la República Popular de la Xina, que es va estendre des de 1966 fins a 1976, any que va morir Mao i es va arrestar la Banda dels Quatre, la facció encapçalada per Jiang Qing.
La Revolució Cultural va permetre a Mao recuperar el poder polític, del que havia estat apartat després del fracàs del Gran Salt Endavant. Aquesta lluita pel poder donaria lloc a una situació de caos i commoció política que va estar acompanyada de nombrosos episodis de violència, en la seva majoria protagonitzats pels guàrdies rojos, grups de joves, tot just adolescents en molts casos, que, organitzats en comitès revolucionaris, atacaven a tots aquells que havien estat acusats de deslleialtat política al règim i a la figura i el pensament de Mao Zedong. Gairebé cap família amb un historial problemàtic en contra del sistema va poder escapar de l'agitació. La qüestió de com una lluita pel poder va arribar nivells tan alts de violència i desordre social ha intrigat als historiadors i als experts en psicologia de masses, i han estat nombrosos els estudis acadèmics publicats a la Xina i a l'estranger sobre aquest període de la història recent xinesa, que han intentat oferir explicacions sobre les causes dels successos.

## Orígens

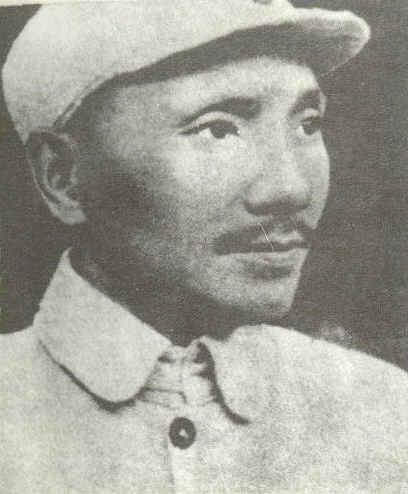
Deng Xiaoping el 1941

El fracàs del Gran Salt Endavant havia forçat la sortida del poder de Mao Zedong. Aquest, encara que conservant els seus càrrecs com a president del partit i com a president de la Comissió Militar Central, deixava les tasques de govern en mans del nou president de la República Popular Liu Shaoqi i del secretari general del Partit Deng Xiaoping. A pesar d'això, Mao no es resignaria a perdre la seva influència i la seva autoritat. Conscient de com Nikita Khrusxov havia repudiat la figura del seu antecessor Stalin a la Unió Soviètica, i veient que Liu i Deng semblaven buscar una millora en les relacions amb Moscou, Mao veia l'evolució política de la Xina a principis dels anys 1960 com una traïció als ideals revolucionaris. De manera sorprenent, donada la seva edat avançada i la seva falta de suports entre els membres importants del Buró Polític, les ambicions de Mao donarien lloc a una aferrissada lluita pel poder que acabaria retornant-li l'autoritat absoluta i encastellaria de nou la seva imatge pública com líder indiscutible del règim. Aquesta tornada al poder es va produir a través d'una enorme campanya de reafirmació ideològica, la Gran Revolució Cultural Proletària, en la qual es va encoratjar l'exèrcit i els joves a condemnar a tots aquells els actes dels quals s'apartaven de l'ortodòxia de l'esperit revolucionari.
La violència extrema de la campanya condemnaria a l'ostracisme a la major part de dirigents del partit i als intel·lectuals, qui, acusats de dretans i contrarrevolucionaris, desapareixerien de la vida pública durant molts anys. Molts d'ells, com el mateix Liu Shaoqi, moririen com a conseqüència dels maltractaments soferts.
La posada en marxa de la Revolució Cultural i la tornada al poder de Mao no haurien estat possibles sense el suport de dues figures fonamentals en aquest moment històric: Lin Biao, militar fidel a Mao que s'havia convertit en ministre de defensa en substitució de Peng Dehuai, i la mateixa esposa de Mao, Jiang Qing, que anys més tard encapçalaria la Banda dels Quatre. Tant Lin Biao com Jiang Qing se servirien del prestigi de Mao para atacar als altres dirigents del partit, i promoure així les seves pròpies aspiracions a la successió en el poder. Així, la Revolució Cultural seria el fruit de la combinació de, d'una banda, els desitjos de Mao de recuperar el seu protagonisme polític i, per una altra, de les ambicions de poder de persones que ocupaven càrrecs poc rellevants en la jerarquia del partit.
L'ascens de Lin Biao en la jerarquia de poder havia començat després de la defenestració de Peng Dehuai en la Conferència de Lushan d'agost de 1959. En aquella reunió dels membres del Comitè Permanent del Buró Polític, Peng va criticar obertament Mao pel fracàs del Gran Salt Endavant i aquest, que encara que apartat de la prefectura d'estat conservava els seus càrrecs com líder del partit i de l'exèrcit, va forçar la seva destitució. Va ser Lin Biao, com un dels militars de més prestigi de l'Exèrcit Popular d'Alliberament i lleial a Mao, qui va reemplaçar a Peng com a ministre de defensa i com líder màxim de l'exèrcit. Des d'aquesta posició de poder en l'exèrcit, Lin va iniciar una sèrie de mesures per a reforçar la fidelitat ideològica dels soldats al Partit i, molt especialment, al mateix Mao.
Amb aquesta finalitat, el 1963, Lin Biao recopilava un petit llibre titulat Cites del President Mao (en al·lusió al rang de Mao com a president del Partit Comunista). Aquest llibre contenia una recopilació dels discursos més importants pronunciats per Mao Zedong i seria conegut popularment com el llibre roig de Mao. Un altre llibre que es convertiria en obra de referència obligada dels joves soldats de l'exèrcit seria el Diari de Lei Feng. Lei Feng havia estat un jove militar mort del que es va dir que havia escrit un diari descobert després de la seva mort. En el diari, Lei Feng descrivia el seu esforç constant per servir al poble i al partit, sempre seguint els ensenyaments del president Mao. Encara que avui dia sabem que el Diari de Lei Feng havia estat escrit pels serveis de propaganda de l'exèrcit, en aquell moment l'exemple de Lei Feng tindria una enorme influència sobre la joventut xinesa. El Diari de Lei Feng i el llenguatge revolucionari de les cites de Mao es van convertir en els instruments d'adoctrinament polític dels joves integrats en l'Exèrcit Popular d'Alliberament, sotmès a l'autoritat de Lin Biao i a la fidelitat ideològica a Mao.

## Llançament de la Revolució Cultural
Mentre Lin Biao encoratjava el culte a la personalitat cap a la figura de Mao, la seva esposa Jiang Qing, antiga actriu implicada en la vida cultural del país, promovia la defensa dels ideals revolucionaris en la producció artística. Precisament a través d'un atac a una obra literària es desencadenaria la Revolució Cultural. El 1961, Wu Han, escriptor de prestigi i vicealcalde de Pequín, havia publicat una obra de teatre, Hai Rui cessat del seu càrrec, en la qual s'utilitzaven personatges de l'època de la dinastia Ming per a al·ludir al conflicte entre Mao Zedong i Peng Dehuai. Tot i que inicialment Mao havia rebut positivament l'obra, es considera que les critiques a Hai Rui són l'inici de la Revolució Cultural. Altres dos membres del govern municipal de Pequín, Deng Te i Liao Mosha, recorrerien també a la ficció històrica per a criticar Mao.
En aquell moment, el govern municipal de Pequín, amb el seu alcalde Peng Zhen al capdavant, albergava a molts dels partidaris de Liu Shaoqi i Deng Xiaoping, i contra ells es dirigirien les primeres crítiques dels maoistes. Conscient de l'hostilitat cap a la seva persona a Pequín, Mao va viatjar a Xangai en l'estiu de 1965. En aquesta ciutat, durant una reunió del Comitè Central en el mes de setembre, Mao va fer una crida a la resistència davant la ideologia burgesa reaccionària. La contraofensiva havia començat i Mao, des de Xanghai, preparava la seva tornada. Mitjançant la influència de Jiang Qing i gràcies al suport de l'exèrcit, l'editorialista de l'edició de Shanghai del Diari de l'Exèrcit d'Alliberament Yao Wenyuan, estret col·laborador de Jiang Qing, escrivia un agressiu editorial en aquest diari en el qual atacava a Wu Han per la deslleialtat de l'argument de Hai Rui cessat del seu càrrec.
Així, l'estratègia de Mao i els seus seguidors eludia l'atac directe a Liu Shaoqi i Deng Xiaoping i s'encebava en qui els donaven suport. Això posava en una situació difícil als líders del partit, ja que, malgrat tot, Mao seguia tenint el reconeixement com a màxim ideòleg del règim i les crítiques a l'equip del govern municipal de Pequín es fonamentaven en l'obediència estricta a la ideologia de Mao, pel que resultaven difícils de contrarestar davant l'opinió dels quadres del partit. Els atacs van tenir l'èxit esperat i, el 30 de desembre de 1965, Wu Han reconeixia públicament el seu error. Això va animar als seguidors de Mao a augmentar la pressió. El 26 de març de 1966, aprofitant l'absència de Liu Shaoqi en visita oficial al Pakistan i Afganistan, els partidaris de Mao segrestaven a l'alcalde de Pequín i membre destacat del Buró Polític Peng Zhen. Al suport de Yao Wenyuan en Shanghai se li unia el control de la capital per part de l'exèrcit, lleial a Lin Biao i a Mao. A partir d'aquest moment, l'edició nacional del Diari de l'Exèrcit d'Alliberament passava a estar controlada pels seguidors de Mao i, el 18 d'abril, un històric editorial en aquest diari proclamava aixequem la gran ensenya roja del pensament de Mao Zedong i participem de forma activa en la Gran Revolució Cultural Socialista. L'editorial donava ja nom al moviment i confirmava el suport de l'exèrcit al mateix. L'1 de juny, el Diari del Poble, principal òrgan d'expressió del Partit Comunista, queia també sota el control dels maoistes.

## Tornada de Mao al poder

Liu Shaoqi.

Amb el control de tots els mitjans de comunicació, el suport de l'exèrcit i el silenci forçat dels intel·lectuals, la posició de Liu Shaoqi i Deng Xiaoping es feia ja insostenible. D'una manera sorprenent, que ningú hauria pogut preveure després del fracàs del Gran Salt Endavant, quan tota la cúpula del partit s'havia posat en la seva contra, Mao tornava a ser el líder indiscutible. El 18 de juliol de 1966, tornava a Pequín i durant l'Onzena Sessió Plenària del Comitè Central del Buró Polític del Partit Comunista de la Xina, imposava diverses resolucions, amb l'objectiu de desallotjar dels llocs d'autoritat a qui haurien pres la senda capitalista. En aquesta sessió plenària es va anunciar també la creació dels guàrdies rojos, moviment juvenil que arraconava a la Lliga de les Joventuts del Partit, lleial a Liu Shaoqi. Les activitats de propaganda es van estendre i els atacs a Liu Shaoqi, amb el malnom del Khrusxov de la Xina, i a Deng Xiaoping es van fer cada vegada més intensos. Liu Shaoqi havia estat ja apartat del poder, encara que el seu abandó dels càrrecs que ocupava no es faria públic fins a novembre de 1968.
Un dels pocs alts càrrecs del partit que es lliuraria de les purgues seria el primer ministre Zhou Enlai. La seva habilitat negociadora li va permetre intervenir entre els guàrdies rojos, els excessos dels quals va criticar, i l'exèrcit. La protecció de Zhou Enlai salvaria molts alts càrrecs del partit i, especialment, de l'exèrcit dels atacs dels guàrdies rojos, mentre que el seu suport a Mao el va mantenir al marge de les crítiques.
Amb Liu Shaoqi i Deng Xiaoping apartats ja del poder, la lluita pel control del Partit i l'Estat havia estat guanyada per Mao i els seus seguidors. Per a ratificar la nova situació es va convocar un nou congrés del Partit, el novè de la seva història.

## El IX Congrés
El IX Congrés del Partit Comunista de la Xina, inaugurat l'abril de 1969, confirmava el poder de Mao, reelegit per unanimitat com a president del partit i com a president de la Comissió Militar Central. A més, adoptava el pensament de Mao Zedong com ideologia oficial del Partit i de l'Estat. Lin Biao, per la seva banda, era nomenat vicepresident del partit i successor de Mao.
El Congrés donava per conclosa la Gran Revolució Cultural Proletària, presentada com un gran èxit del poble xinès que, gràcies al lideratge de Mao, havia vençut als revisionistes i contrarevolucionaris que havien posat en perill la puresa ideològica del sistema. Encara que amb el IX Congrés posava fi de manera oficial la Revolució Cultural, les estructures de la societat, del Partit i de l'Estat havien quedat greument danyades per les purgues de membres del partit i d'intel·lectuals. Les conseqüències de la Revolució Cultural es deixarien sentir durant molt temps, i les lluites pel poder continuarien en els anys següents.

## La caiguda en desgràcia de Lin Biao

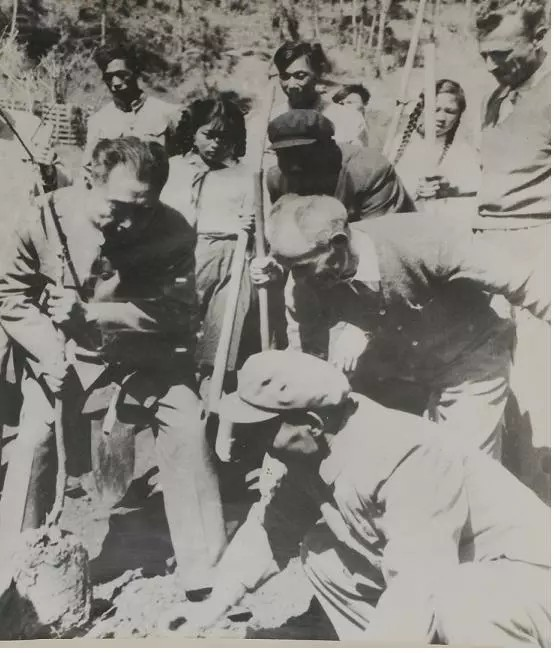
Zhou Enlai treballant, 1964.

Després del IX Congrés, Lin Biao emergia com el nou gran líder futur de la República Popular. Nomenat oficialment successor de Mao i vicepresident del partit, el seu ascens vertiginós en la jerarquia del poder semblava haver-lo col·locat en una posició immillorable per a ser el nou home fort del règim.
Després d'aquests èxits aparents, no obstant això, la realitat era més complexa. L'adulació extrema de Lin Biao havia dut a Mao a desconfiar de les autèntiques intencions del que semblava ser el seu lleial col·laborador. Durant el IX Congrés, es va produir un enfrontament fort entre ambdós a causa de la insistència de Lin Biao que Mao havia de ser proclamat nou president de la República Popular, per a ocupar així la prefectura d'Estat que havia perdut Liu Shaoqi. Mao, no obstant això, es negava a ocupar la presidència i defensava l'abolició del càrrec. Pot semblar paradoxal que fos Lin Biao qui pressionés Mao per a assumir la presidència però, en el fons, Mao sabia que acceptar el càrrec de president podia justificar als membres del partit que veien la Revolució Cultural com un estratagema seua per a prendre el poder polític. Al rebutjar el càrrec, Mao es presentava com a líder preocupat només per la ideologia i el partit, i no per ambicions personals. Però hi ha una raó àdhuc més important per a la negativa de Mao a restaurar la prefectura de l'Estat: després de nomenar a Lin Biao successor i vicepresident del partit, Mao sabia que en cas de restaurar la presidència, el càrrec de vicepresident hauria de correspondre a Lin Biao, la qual cosa hauria assegurat a aquest el seu paper com a successor. Per contra, la suspensió de la prefectura de l'Estat eliminava tant el càrrec de president com el de vicepresident, i deixava al primer ministre Zhou Enlai com a màxim dirigent de l'aparell de l'Estat, la qual cosa limitava de manera considerable el poder de Lin Biao. Donada la desconfiança creixent que sentia cap a Lin, Mao hauria preferit no donar a aquest una parcel·la més de poder, deixant a Zhou Enlai com a home fort dels aspectes polítics i de gestió del Govern.
A partir d'aquest moment, encara que en públic ambdós eren enaltits com els triomfadors de la Revolució Cultural, les relacions entre els dos havien entrat en una fase de desconfiança cada vegada més gran. Després que el març de 1970 Mao hagués abolit la prefectura de l'Estat, en la II Sessió Plenària del IX Congrés Nacional del Partit, celebrada a Lushan l'agost d'aquest any, Lin Biao, amb el suport d'alguns col·laboradors propers, va intentar aconseguir la presidència de la República Popular. Aquest intent de cop d'Estat, que seria revelat tres anys més tard per Zhou Enlai, suposaria l'enfrontament total entre Mao i Lin. En una situació anàloga a la qual s'havia donat al començament de la Revolució Cultural amb Liu Shaoqi, Mao va començar el seu atac a Lin Biao de manera indirecta, criticant als seus col·laboradors. Sabent els suports que Lin Biao tenia a l'interior de l'exèrcit, Mao va criticar primer a un dels seus seguidors principals en l'exèrcit, Chen Boda, al que va acusar de "ultraesquerrà", i va exigir als comandaments de l'exèrcit que s'unissin a les crítiques. Els militars van acceptar, i Lin Biao es va adonar que s'havia quedat totalment aïllat enfront de l'atac de Mao i Zhou Enlai.
Davant aquesta situació d'aïllament, Lin Biao va decidir passar a l'atac i engegar un nou intent de cop d'Estat, que organitzaria al costat del seu fill Lin Liguo durant l'hivern de 1970 i la primavera de 1971. És possible que l'intent de cop d'Estat comptés amb el suport de la Unió Soviètica, encara que això mai s'ha pogut confirmar. La pèrdua de suports de Lin Biao, no obstant això, va dur al fracàs de l'intent colpista. Sembla que va ser un dels conspiradors, Li Weixin, qui hauria delatat Lin. Segons les afirmacions de Zhou Enlai en el X Congrés Nacional del Partit celebrat el 1973, aquest hauria estat el segon intent per part de Lin Biao, després del de Lushan, de dur a terme un cop d'estat i fins i tot d'assassinar Mao.
La mort de Lin Biao després que fossin descoberts els seus plans colpistes ha estat envoltada del misteri i l'especulació. La versió oficial afirma que Lin Biao, al costat de dos dels seus fills i sis homes més, va intentar escapar cap a la Unió Soviètica després que els seus plans fossin descoberts. L'escassesa de combustible de l'avió en el qual el grup de conspiradors va fugir de manera precipitada va fer que l'avió s'estavellés en el desert de Mongòlia Exterior, morint tots els seus ocupants. La poca versemblança de la història i l'absència de proves constatables de l'accident han mantingut fins a l'actualitat els dubtes sobre la veracitat d'aquesta versió oficial.

## La Banda dels Quatre
La mort de Lin Biao deixava de nou buits de poder en el Partit, la qual cosa va dur a la convocatòria d'un nou congrés: el X Congrés Nacional del Partit Comunista de la Xina. Durant aquest congrés, celebrat del 24 al 28 d'agost de 1973, es va condemnar la traïció de Lin Biao i es va produir l'ascens en la jerarquia de qui protagonitzara la següent lluita pel poder: l'esposa de Mao, Jiang Qing, i els seus col·laboradors més propers: Yao Wenyuan i Zhang Chunqiao, que havien dirigit la Revolució Cultural des de Shanghai, i un jove gairebé desconegut, Wang Hongwen, que passava a ocupar una de les vicepresidències del partit, després de Mao i Zhou Enlai. Aquests quatre dirigents, encapçalats per Jiang Qing, serien més endavant coneguts despectivament com la Banda dels Quatre.
Malgrat el poder que els quatre havien acumulat, la mort de Mao el 9 de setembre de 1976 deixava l'autoritat màxima en les mans de Hua Guofeng, el successor nomenat per Mao poc abans de morir. Conscient que una lluita pel poder amb Jiang Qing i els seus seguidors fóra inevitable, Hua Guofeng va aprofitar la seva autoritat per a ordenar l'arrest dels quatre. Jutjats i condemnats, i convertits en el boc expiatori de tots els mals de la Revolució Cultural, la caiguda de la Banda dels Quatre marcava el final d'una dècada de fervor revolucionari i de lluites pel poder que van afectar profundament a la societat xinesa del moment.
El retorn a una certa normalitat no li serviria, no obstant això, a Hua Guofeng per a afermar la seva autoritat. Després d'una nova lluita pel poder, Deng Xiaoping, una de les víctimes principals de la Revolució Cultural, acabaria convertint-se, a partir de desembre de 1978, en el nou líder màxim del país. Els esdeveniments dels anys de la Revolució Cultural serien reevaluats el 1981. La memòria de Liu Shaoqi va ser rehabilitada de manera pòstuma i la Revolució Cultural va ser considerada pel partit com la "dècada catastròfica".

## Conseqüències de la Revolució Cultural

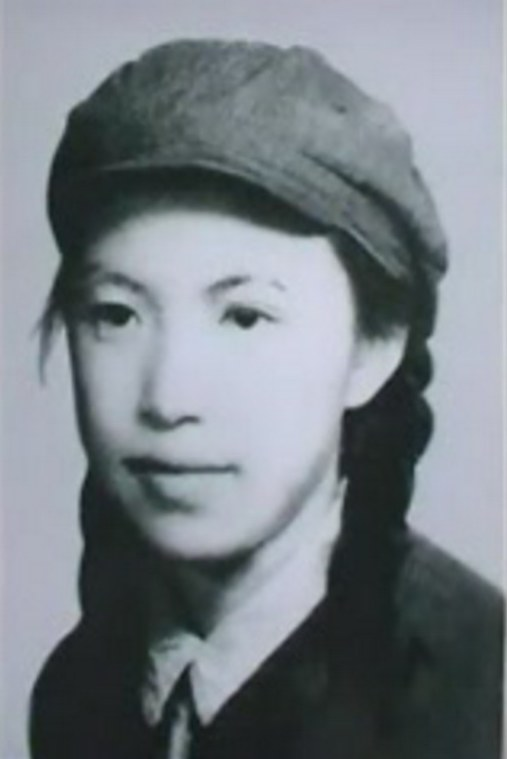
Una víctima, Lin Zhao, afusellada el 1968 (foto sense data)

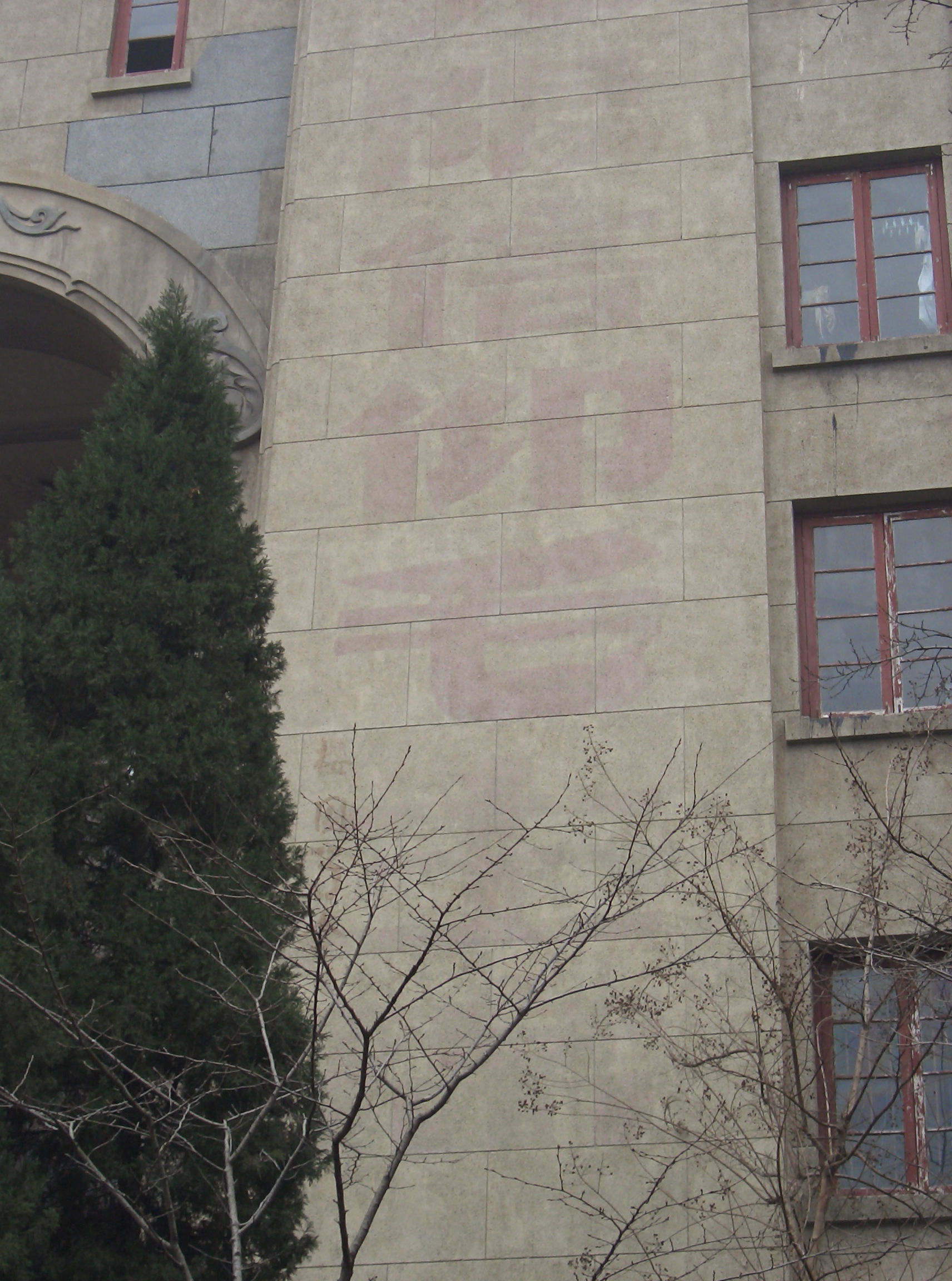
Rastres d'una màxima propagandística de la Revolució Cultural, inscrita en un mur; la llegenda invoca la confiança en el president Mao.

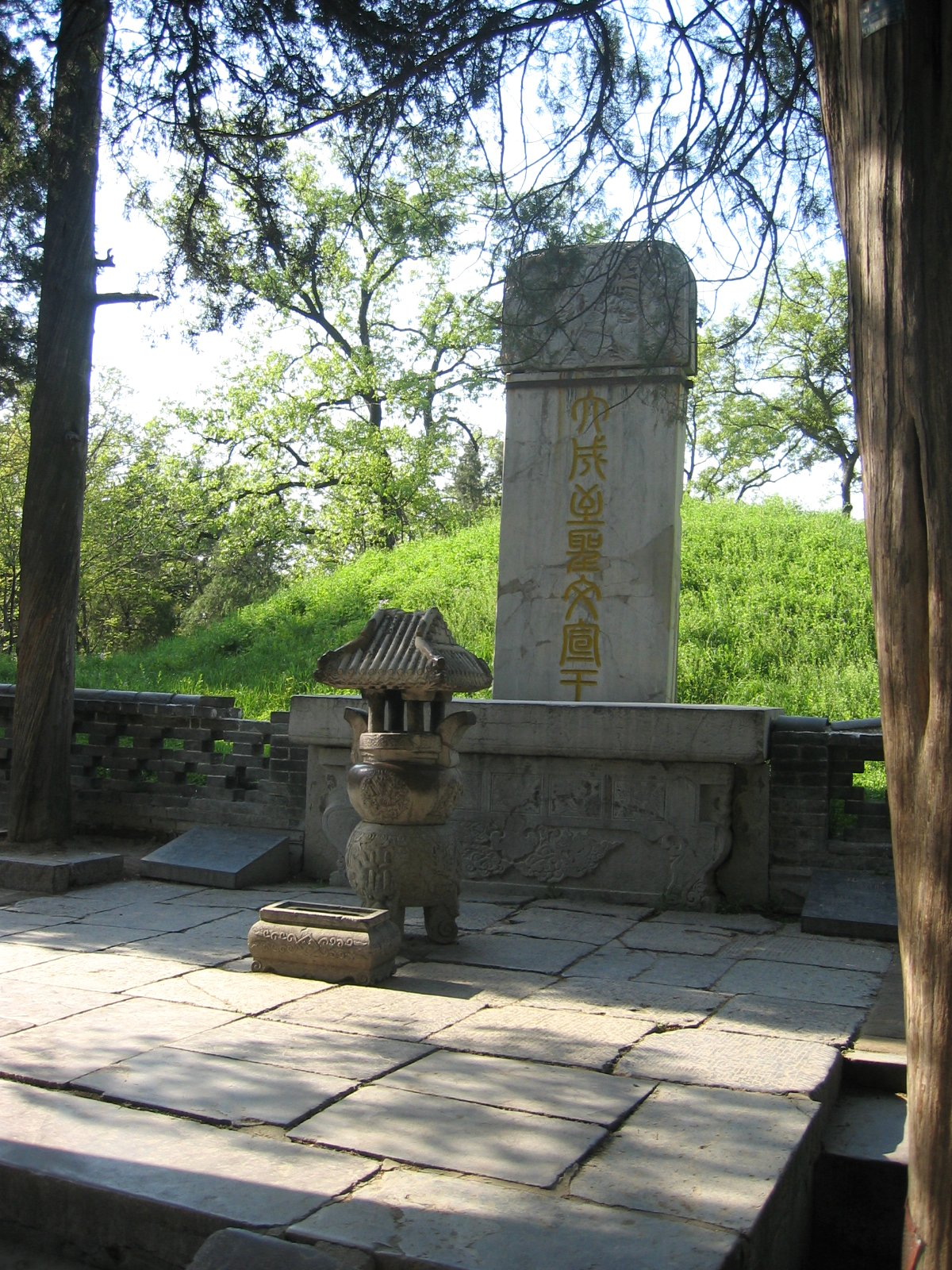
Tomba de Confuci a Qufu, que va patir els atacs de la Guàrdia Roja durant la Revolució Cultural.

A diferència de l'anterior gran campanya maoista, el Gran Salt Endavant, que havia tingut com víctimes els sectors més desfavorits del medi rural, la Revolució Cultural va tenir com víctimes la classe intel·lectual i dirigent del país. Les acusacions generalitzades d'"activitats contrarevolucionàries" a tècnics qualificats i a professors universitaris van dur a una paralització del desenvolupament tecnològic i educatiu del país. Els exàmens d'accés a la universitat van ser abolits en 1966 i els programes d'estudis van ser redefinits per a fer prevaler l'ensenyament de valors ideològics sobre aquelles matèries purament intel·lectuals i científiques considerades "burgeses". Una generació sencera de joves es va veure així privada de la possibilitat d'una educació superior més enllà de la repetició de lemes revolucionaris. Davant d'aquesta crisi de l'ensenyament superior, l'esperit maoísta d'igualtat va tenir una conseqüència positiva en l'augment de l'escolarització primària i de l'alfabetització durant aquesta època.
La idea maoista que la nova Xina havia de trencar amb els hàbits feudals del passat va tenir també conseqüències nefastes per a la cultura tradicional xinesa. Jiang Qing i els seus col·laboradors van instar els joves a posar fi a els "quatre antics" (四旧 / 四舊 / sì jiù, de vegades traduït com "els quatre vells"): els usos antics, els costums antics, la cultura antiga i el pensament antic. La interpretació de quins elements de la societat mereixien la consideració d'antics o burgesos va quedar, no obstant això, en mans dels propis guàrdies rojos, qui, àvids de demostrar el seu esperit revolucionari, es van embarcar en una campanya de destrucció d'obres d'art, llibres, temples i edificis antics, alhora que sotmetien a humiliants sessions d'autocrítica a intel·lectuals i alts càrrecs del Partit als qui acusaven de reaccionaris.
Atès que qualsevol que hagués expressat en la seva vida pública un interès cultural o artístic cap a qualsevol afer que no fos l'exaltació de la figura de Mao podia ser acusat de reaccionari, no és d'estranyar que la immensa majoria dels escriptors i artistes sofrissin persecucions durant la Revolució Cultural, i van ser molts els qui van resultar ferits i fins i tot morts per la violència dels guàrdies rojos. Molts altres van acabar suïcidant-se, com el famós escriptor Lao She. S'estima que van ser milers les víctimes mortals de la violència dels guàrdies rojos i més de tres milions de membres del Partit van ser víctimes de les purgues en la cúpula del poder.
En l'àmbit de la cultura, a més de la destrucció de nombroses obres d'art, la Gran Revolució Cultural Proletaria va afectar també a la religió tradicional xinesa i al sistema d'escriptura. Pel que fa a la religió, la major part dels temples budistes i daoistes van ser tancats i molts monjos van ser obligats a seguir programes de reeducació. Un altre dels blancs de les ires dels guàrdies rojos va ser el pensament confucià, al que s'identificava amb la societat feudal antiga. A causa d'això, la ciutat natal de Confuci, Qufu, a la província de Shandong, va sofrir els atacs de grups de guàrdies rojos que van destruir gran part del seu patrimoni artístic, que seria restaurat en anys recents. Quant a l'escriptura xinesa, el procés de simplificació dels caràcters, encara que havia començat amb anterioritat, amb les llistes de caràcters reformats publicades el 1956 i 1964, aquest es va consolidar gràcies a l'esperit de ruptura amb el passat impulsat per la Revolució Cultural. En aquest sentit, moltes de les diferències culturals que es perceben en l'actualitat entre la Xina continental i les societats xineses de Taiwan, Hong Kong i Macau tenen les arrels en la Revolució Cultural, els efectes de la qual s'han perllongat fins avui dia.
La reacció a nivell mundial va ser variada, inevitablement lligada al tipus de moviments polítics predominants a cada país. Un nova visió dels esdeveniments succeïts durant la Revolució Cultural es va produir a les files dels partits d'esquerra occidentals una vegada es conegué amb més detalls el veritable abast de la destrucció causada per la repressió, fet que va agreujar la imatge que des de l'Occident es tenia de la Xina. A Hong Kong es va iniciar un conflicte comparable als aldarulls de 1967 com a conseqüència queda malmesa la credibilitat dels activistes pro-comunistes als ulls dels residents de Hong Kong, credibilitat que perdurà durant més d'una generació. A la República de la Xina, Chiang Kai-shek va iniciar el Moviment pel Renaixement de la Cultura Xinesa per contrarestar el que ell considerà la destrucció per part dels comunistes del continent dels valors tradicionals xinesos.